# 馬亞奇卡 (瓦西里夫卡區)
47°26′1″N 35°2′59″E / 47.43361°N 35.04972°E
馬亞奇卡（烏克蘭語：Маячка）是位於烏克蘭東南部的村莊，由扎波羅熱州瓦西里夫卡區的第聶伯羅魯德內市鎮負責管轄。該村始建於1784年，面積7平方公里，海拔高度46米，2001年人口228，人口密度每平方公里32.6人。